# Jan Platt
Jan Platt, auch bekannt unter dem Künstlernamen Lazlo, ist ein deutscher Rapper und Songwriter.

## Leben
Platt wuchs in Tübingen auf. Im Jahr 2004 gründete er zusammen mit seinem Kindergartenfreund Moritz Drath die Rapformation Zweiplus. 2007 wurde das Duo bei dem Treffen Junge Musik-Szene ausgezeichnet.
Im Rahmen des gemeinsamen Studiums an der Popakademie Baden-Württemberg lernten die beiden den Schlagzeuger Joe Styppa kennen. Mit ihm gründeten sie 2012 die Band Konvoy. 2014 gewann die Gruppe den Musikpreis Local Heroes.
Platts Solodebüt unter dem Künstlernamen Lazlo erfolgte 2023 mit der Single Nirgendwo Zuhause. Im selben Jahr wurde er als Koautor von 3 Sekunden (Céline feat. Paula Hartmann) mit dem Polyton in der Kategorie „Text“ ausgezeichnet.

## Diskografie

### EPs
- 2024: Nachbar in der Straße (mit Capelli)

### Singles
- 2023: Nirgendwo Zuhause
- 2023: Beste falsche Freunde (BFF) (feat. Céline)
- 2023: 100k
- 2023: Gewissen
- 2024: Gedanken lesen
- 2024: Schwarzes Loch
- 2024: Jolie
- 2024: Amnesie Amnesie (mit Capelli feat. Marie Bothmer)
- 2024: Red Flags in Tarnfarben (mit Capelli)
- 2025: Zweieinhalb Minuten (Céline feat. Lazlo)
- 2025: Kreislauf

### Autorenbeteiligungen
Jan Platt als Autor in den Charts

| Jahr | Titel Interpretation                     | Höchstplatzierung, Gesamtwochen, AuszeichnungChartplatzierungen (Jahr, Titel, Interpretation, Platzierungen, Wochen, Auszeichnungen, Anmerkungen) | Höchstplatzierung, Gesamtwochen, AuszeichnungChartplatzierungen (Jahr, Titel, Interpretation, Platzierungen, Wochen, Auszeichnungen, Anmerkungen) | Höchstplatzierung, Gesamtwochen, AuszeichnungChartplatzierungen (Jahr, Titel, Interpretation, Platzierungen, Wochen, Auszeichnungen, Anmerkungen) | Anmerkungen                                                  |
| Jahr | Titel Interpretation                     | DE | AT | CH | Anmerkungen                                                  |
| ---- | ---------------------------------------- | --- | --- | --- | ------------------------------------------------------------ |
| 2017 | Deja Vu Mike Singer                      | DE65 Gold · (10 Wo.)DE | AT56 (1 Wo.)AT | — | Erstveröffentlichung: 29. September 2017 Verkäufe: + 200.000 |
| 2020 | Für mich Céline                          | DE70 (5 Wo.)DE | — | — | Erstveröffentlichung: 13. März 2020                          |
| 2020 | Tränen aus Kajal Céline                  | DE17 Gold · (18 Wo.)DE | AT51 (8 Wo.)AT | — | Erstveröffentlichung: 3. April 2020 Verkäufe: + 200.000      |
| 2020 | Wenn ich will Céline                     | DE41 (5 Wo.)DE | — | — | Erstveröffentlichung: 29. Mai 2020                           |
| 2020 | Emotions 2.0 Ufo361 feat. Céline         | — | — | — | Erstveröffentlichung: 12. Juni 2020                          |
| 2020 | Überall Céline                           | DE89 (2 Wo.)DE | — | — | Erstveröffentlichung: 18. Dezember 2020                      |
| 2021 | Wo die Liebe hinfällt Wincent Weiss      | DE69 (1 Wo.)DE | — | — | Erstveröffentlichung: 16. April 2021                         |
| 2022 | Geisterstadt Montez                      | DE64 (3 Wo.)DE | — | — | Erstveröffentlichung: 21. Januar 2022                        |
| 2022 | Niemals ohne dich Montez                 | DE60 (1 Wo.)DE | — | — | Erstveröffentlichung: 31. März 2022                          |
| 2022 | Ausmacht Emilio                          | DE5 Gold · (17 Wo.)DE | AT5 Gold · (11 Wo.)AT | CH7 Gold · (8 Wo.)CH | Erstveröffentlichung: 3. Juni 2022 Verkäufe: + 225.000       |
| 2022 | A$AP & Rihanna Céline                    | DE57 (2 Wo.)DE | — | — | Erstveröffentlichung: 29. Juli 2022                          |
| 2022 | Weinst du Montez                         | DE29 (4 Wo.)DE | — | — | Erstveröffentlichung: 20. Oktober 2022 Original: Echt        |
| 2023 | 3 Sekunden Céline feat. Paula Hartmann   | DE45 (3 Wo.)DE | — | — | Erstveröffentlichung: 6. April 2023                          |
| 2023 | Nie wieder normal Cro feat. Blumengarten | DE29 (3 Wo.)DE | AT47 (1 Wo.)AT | CH74 (1 Wo.)CH | Erstveröffentlichung: 24. August 2023                        |
| 2023 | Komm in meine Arme Lune feat. Céline     | DE14 (8 Wo.)DE | AT27 (3 Wo.)AT | CH48 (2 Wo.)CH | Erstveröffentlichung: 29. September 2023                     |
| 2024 | Strawberry Eyes Emilio                   | DE100 (1 Wo.)DE | — | — | Erstveröffentlichung: 15. März 2024                          |
| 2024 | Verstecken Montez                        | DE40 (4 Wo.)DE | — | — | Erstveröffentlichung: 4. April 2024                          |

## Auszeichnungen
- 2023: Polyton in der Kategorie „Text“ für 3 Sekunden (Céline feat. Paula Hartmann)[6]